# Coelosia succinacea
Coelosia succinacea är en tvåvingeart som beskrevs av Soli 1997. Coelosia succinacea ingår i släktet Coelosia och familjen svampmyggor. Inga underarter finns listade i Catalogue of Life.